# Caifanes (álbum)
Caifanes es el primer álbum de estudio de la banda de rock alternativo Caifanes, publicado el 28 de agosto de 1988. También es conocido por Volumen I, en referencia al siguiente álbum: Caifanes Volumen II, o bien, por el mismo Saúl como Disco Negro por la portada del álbum.
En este tiempo Caifanes era un cuarteto conformado por Saúl Hernández (voz y guitarra), Diego Herrera (teclados), Sabo Romo (bajo) y Alfonso André (batería) y con un estilo y apariencia dark. Los sencillos de este disco fueron «Mátenme porque me muero», «La negra Tomasa» y «Viento».
Ocupa el puesto 69 entre los 250 mejores álbumes de la historia del rock iberoamericano, en la lista publicada por la revista estadounidense Alborde.

## Detalles y anécdotas del álbum

#### El álbum dentro delrock mexicano
Caifanes (o Volumen I) significó un antes y un después del rock mexicano. El álbum representa una mezcla entre el rock gótico europeo y el sonido mexicano.
La banda, con este álbum, alzó el rock mexicano dentro del mapa musical de habla hispana, que en ese entonces, dominaban los artistas españoles y argentinos. Además, las disqueras locales empezaron a creer y poner énfasis en artistas mexicanos y a firmar para grabar materiales de estudio.
El rock mexicano, antes de 1985, había hecho un silencio por acontecimientos que representaron una inflexión para la creatividad y la juventud, está última reprimida en acontecimientos como la Masacre de Tlatelolco en 1968 o el Festival Rock y Ruedas de Avándaro de 1971. El gobierno mexicano, tras estos hechos, decidió prohibir las presentaciones de grupos de rock en México, a las compañías discográficas a grabar material de ese género y a las estaciones de radio a transmitir rock en su programación.

#### Saúl Hernándezcomenta
"Es un disco que sale cuando Caifanes ya llevaba un rato tocando, entonces era un material que ya estaba ahí. Queríamos hacer un disco independiente que, obviamente quedó en un demo de cuatro canciones. Pero creo que lo que pasó en ese primer disco es que no sabíamos lo que estábamos haciendo.
 
Con el Cachorro López (quien produjo el álbum) fue medio chistoso, porque mientras otros productores trabajaban para grabar con otros grupos, ensayaban diario, estudiaban -porque teníamos contacto con todos ellos-, Caifanes y Cachorro nos la pasábamos borrachos, platicando de mil cosas y no preparamos mucho las cosas antes de grabar el disco; más bien nos íbamos a tocar, a meternos en esa intimidad que te da la parranda y que permite reconocerte. Eso le dio otro sentido al disco.
"Al final, el Cachorro me comentó, 'yo estaba muy preocupado porque veía a mis compañeros -otros productores- que ya tenían la pre-producción antes de entrar al estudio, con maquetas y todo y con ustedes, dos días antes de grabar el disco es que comencé a escuchar las canciones.' Fue entrar a grabar un disco, así en directo y no pensar, 'tenemos un contrato y debemos de aprovechar esta oportunidad muchachos porque, blah, blah...' Se le habló a (Gustavo) Cerati, que estaba por aquí y se le invitó a tocar la guitarra en "La Bestia Humana".
"Diego tenía mucha experiencia en estudios porque ya había grabado y hacía música para películas y Sabo ya había grabado muchos discos, con Taxi, con Briseño. Alfonso y yo no teníamos ni la más remota idea. Pero aprendimos mucho y creo que fue gracias a esa espontaneidad."
 
"Cuando salió el disco, recuerdo que muchos críticos de rock dijeron que eran argentinos los que habían grabado ese álbum, que no éramos nosotros."

Siempre ese Malinchismo
"Pero ese disco creo que marcó bastante ese momento. "Será por eso" representa un parte aguas en un subterráneo donde dices, 'ya entramos a un mundo disquero y entramos como nosotros somos, entramos sucios y nos apesta la boca si quieres, pero así somos.' Obviamente, el grupo era más crudo en vivo, pero sacamos las canciones tal y como eran, eso le encantó al Cachorro, lo cual fue muy positivo. Entendió que, ni éramos algo nuevo, ni formamos el grupo para grabar un disco, sino que esa era nuestra vida, que cada quien llevaba varios años de estar tocando y que se había topado con 4 músicos que amaban lo que hacían."
 
"Vivimos directamente el punk y el post-punk, Joy Division, Siouxie and the Banshees, Bauhaus. Estábamos muy metidos en eso, nos tocó vivir esa etapa de evolución del rock donde Bauhaus, The Cure y esos grupos marcaban un sello en la música, cuando todavía pasaba algo en la música. Entonces, era muy obvio que pensáramos y nos vistiéramos de esa forma."

La Negra Tomasa
"Nos veíamos muy british y lo que quieras, pero lo guapachoso lo traemos en la sangre. Me acuerdo que estábamos una vez en el ensayo y comencé a tocar la guitarra. Ahí fue cuando me acordé de todo lo que había aprendido en la (colonia) Guerrero, donde la 'Negra Tomasa' era un clásico como 'El Negro José'. De alguna u otra forma se me hizo padre poner la Negra, porque era como reivindicarnos; somos de barrio, Sabo de Tlalnepantla, yo de la Guerrero, así que esa cultura que te da el barrio también quieres poner."
"De hecho, lo que más nos gustaba era abrir los conciertos con 'la Negra Tomasa', porque estaba el pelo, el look, todo de negro y la gente se esperaba algo más serio, no una cumbia, así rompías cualquier esquema y luego ya la gente ya esperaba lo que fuera del grupo."
 
"Gozábamos mucho tocándola y nos comenzaron a caer los veintes y decir, tocando la Negra me siento muy bien, como si jalaras algo desde atrás y lo pusieras aquí, al frente, para no olvidar que también Pérez Prado y Agustín Lara son pilares en nuestra historia. Están John Lennon o Peter Gabriel, pero Javier Solís y los Panchos también son nuestra cultura."

## Lista de canciones
| N.º   | Título                             | Letras | Duración |  |
| 1.    | «Mátenme Porque Me Muero»          |        | 3:33     |  |
| 2.    | «Te Estoy Mirando»                 |        | 3:44     |  |
| 3.    | «Cuéntame Tu Vida»                 |        | 4:23     |  |
| 4.    | «Será Por Eso»                     |        | 3:34     |  |
| 5.    | «Viento»                           |        | 3:56     |  |
| 6.    | «Nunca Me Voy A Transformar En Ti» |        | 3:05     |  |
| 7.    | «Amanece»                          |        | 3:13     |  |
| 8.    | «La Bestia Humana»                 |        | 3:20     |  |
| 9.    | «Nada»                             |        | 4:51     |  |
| 33:39 |                                    |        |          |  |

### Reedición de 1993
En la primera edición, en vinilo, solo se incluían 9 canciones en el álbum. En 1993, cuando se reeditó en disco compacto, se agregaron dos temas del EP La Negra Tomasa: "La Negra Tomasa (Bilongo)" y "Perdí Mi Ojo De Venado", quedando esta nueva versión del álbum con 11 canciones.

| N.º   | Título                                         | Letras              | Duración |  |
| 3.    | «La Negra Tomasa (Bilongo)» (Versión tropical) | Guillermo Rodríguez | 7:52     |  |
| 8.    | «Perdí Mi Ojo De Venado»                       | Alfonso Hernández   | 4:31     |  |
| 46:02 |                                                |                     |          |  |

## Videoclips
- Viento
- La Negra Tomasa
- Será Por Eso

Los siguientes temas contienen sus respectivos videoclips que fueron mostrados durante el programa Águila o rock en 1989, no obstante, estos no están considerados dentro de la videografía oficial de Caifanes:
- Cuéntame Tu Vida
- La Bestia Humana
- Matenme Porque Me Muero

Incluso hay dos vídeoclips más que el primero sería el primer videoclip de Caifanes, mientras que el segundo fue para el programa de Verónica Castro "La Tocada":
- Amanece (Grabado a mediados de 1987, hasta ahora inédito)
- Perdi Mi Ojo De Venado (Para el programa La Tocada)

## Miembros

#### Caifanes
- Saúl Hernández – Voz y Guitarra
- Diego Herrera – Teclados y saxofón
- Sabo Romo – Bajo
- Alfonso André – Batería y percusiones

#### Colaboradores
- Gustavo Cerati – Guitarra en "La bestia humana"
- Cachorro López - Stick en "Nada"